# 街園
街園（がいえん）とは、道路・街路に生じる有効スペースを活用して設置している広場空間スペース。
名古屋市や大阪市などでは「街園」の名前で施設が設置されている。
『東京都市計画の遺産　防災・復興・オリンピック』(ちくま新書1094（越澤 明、筑摩書房、2014年、ISBN: 978-4480067982）では街路庭園の略ともしている。さらに公物管理上は公園ではなく、道路の一部である。そのため、道路管理者が街路庭園の考えを失うと、たちまち車道や歩道の一部、路上の駐輪場、人が入れない植栽箇所などに転用され、街園は消滅する運命にあるとしている。

## 東京の場合
かつて東京緑地計画における緑地の普通緑地で、1.公園 の分類のうちロにおいて、小公園 近隣公園 児童公園 のほかに街園が分類されている。ただし現在東京では街園という名を小広場空間に見受けられる限りにおいては実際にはつけられていない。
東京では実際は戦災復興都市計画において、
パティオ麻布十番
新井薬師新井五差路
歌舞伎町広場
の３カ所で実現させている。
なお恵比寿の戦災復興都市計画において予定された街園の用地には、恵比寿神社が建立された。

## 名古屋市の場合
名古屋市における街園は「道路空間内にあって、一般交通の用に供しないで広場的、公園的機能を有し、地域にゆとりあるスペースを提供する施設または車両の安全円滑な通行及び歩行者の横断の安全を確保するために、交差点、車道の分岐点に設けられる島状の施設」と定義されている。
日本での環境デザインの中でも歴史が古いものであり、1921年から造られ始め、2002年4月時点で322箇所と、経年的に増加傾向がある。また、街園は全体の9割が500平方メートル以下であり、都市公園よりはポケットパークの概念に近く、休憩や景観等の向上、自動車通行の円滑化に寄与し、空地や敷地を有効に活用するという趣旨で創られており、名古屋市の環境デザインに貢献してきた。
おもな街園に御用水跡街園、玄馬町玄馬街園、清水街園、竜泉寺街園、土居下街園、太鼓ヶ根街園、熱田街園などがある。

## 大阪市の場合
大阪市にも街園という名の空間は存在している。大阪第一次都市計画事業誌によると大阪市の街園は街路事業「街角緑地」として整備されている。街園の施設概要や定義は大阪と名古屋で相違しており、大阪市の場合は街路のまちかどの小規模スペースに設けた花壇や植栽スペースを指している。

## その他の都市の場合
街園という名の空間は、名古屋市や大阪市の諸施設の他にも、バラ園のある本山街園（兵庫県神戸市東灘区）、浅草橋街園（小樽市港町）など、全国各地にもある。